# Лишниця
45°28′ пн. ш. 15°28′ сх. д. / 45.46° пн. ш. 15.46° сх. д.
Лишниця (хорв. Lišnica) — населений пункт у Хорватії, у Карловацькій жупанії у складі міста Дуга Реса.

## Населення
Населення за даними перепису 2011 року становило 183 осіб.
Динаміка чисельності населення поселення: